# David Forney
George David „Dave“ Forney Junior (* 6. März 1940 in New York City) ist ein US-amerikanischer Informationstheoretiker, insbesondere bekannt für Beiträge zur Kodierungstheorie.

## Leben
David Forney studierte Elektrotechnik an der Princeton University mit dem Bachelor-Abschluss 1961 sowie am Massachusetts Institute of Technology mit dem Master-Abschluss 1963 und der Promotion 1965. Danach war er bei der Codex Corporation in Newton, bei der er von 1970 bis 1975 Vizepräsident für Forschung und von 1975 bis 1979 für Forschung und Entwicklung war. Codex war Anfang der 1970er Jahre ein Pionier in digitalen Hochgeschwindigkeits-Modems. Bei der Übernahme von Codex durch Motorola (1977) wurde er dort 1980 Vizepräsident (Technical Staff) sowie von 1982 bis 1986 Vizepräsident und Direktor für Technologie und Planung.
1971/72 und 1990 war er Gastwissenschaftler an der Stanford University und in den 1990er Jahren Gastprofessor am MIT.
Er führte in den 1960er Jahren in seiner Dissertation Concatenated Codes ein, fehlerkorrigierende Codes aus einem inneren und einem äußeren Code, deren Dekodierungskomplexität polynomial mit der Blocklänge zunimmt bei exponentiell abnehmender Fehlerwahrscheinlichkeit. Sie wurden ab den 1970er Jahren in Weltraummissionen verwendet. Forney erkannte früh die Bedeutung des Viterbi-Algorithmus.
1995 erhielt er den Claude E. Shannon Award, 1997 den Marconi-Preis, 1992 die IEEE Edison Medal, 1984 die Centennial Medal des IEEE und 1998 den Golden Jubilee Award der IEEE Information Theory Society. Er ist Mitglied der National Academy of Sciences (2003), der American Academy of Arts and Sciences (1998), der National Academy of Engineering (1983) und der American Association for the Advancement of Science sowie IEEE Fellow (1973). 2007 wurde er Ehrendoktor der École Polytechnique Fédérale de Lausanne (EPFL). Für 2016 wurde ihm die IEEE Medal of Honor zugesprochen.

## Schriften
- Concatenated Codes, MIT Press 1967
- Generalized Minimum Distance Decoding, IEEE Transactions on Information Theory, Band 12, 1966, S. 125–131.
- The Viterbi algorithm, Proceedings of the IEEE, Band 61, 1973, S. 268–278
- On Decoding BCH Codes, IEEE Transactions on Information Theory, Band 11, 1965, S. 549–557 (Forney Algorithmus)
- mit D. J. Costello Jr.: Channel coding: The road to channel capacity, Proc. IEEE, Band 95, 2007, S. 1150–1177  (erhielt 2009 den Donald G. Fink Prize Paper Award).
- mit M. Grassl, S. Guha: Convolutional and tail-biting quantum error-correcting codes, IEEE Trans. Inform. Theory, Band 53, 2007, S. 865–880
- mit M. D. Trott: The dynamics of group codes: Dual abelian group codes and systems, IEEE Trans. Inform. Theory, Band 50, 2004, S. 2935–2965